# Andrés Ramírez Gandullo
Andrés Ramírez Gandullo (El Garrobo, 8 de juliol de 1956) és un antic futbolista espanyol de la dècada de 1980.

## Trajectòria
Es formà al futbol base del Reial Betis. Coincidint amb la realització del servei militar ingressà al CD San Fernando, on jugà durant dues temporades. L'any 1978 fitxà pel FC Barcelona, romanent al club quatre temporades, les dues primeres cedit al Recreativo de Huelva i al Reial Valladolid. El 1980 passa al primer equip blaugrana on disputà 53 partits i marcà 7 gols, guanyant una Recopa d'Europa (1982) i una Copa (1981). L'any 1982 fitxà pel Reial Saragossa, on jugà una temporada al costat de Jorge Valdano, Juan Señor, Raúl Vicente Amarilla o Juan Barbas. El 1983 fitxà pel Reial Múrcia CF a primera divisió, i el 1985 pel Reial Oviedo a segona, club on acabà la seva carrera.

## Palmarès
- Recopa d'Europa de futbol:
  - 1982
- Copa espanyola:
  - 1981